# Malaʻe (Uvea)
Malaʻe ist ein Dorf im Distrikt Hihifo im Königreich Uvea, welches als Teil des französischen Überseegebiets Wallis und Futuna zu Frankreich gehört.

## Lage
Malaʻe liegt im Zentrum des Distrikts Hihifo südlich des sich in unmittelbarer Nähe befindlichen Flughafens Hihifo. Das Dorf ist dünn mit kleinen Häusern besiedelt und geht im Nordosten fließend zum Nachbardorf Alele über.